# Metronomy
Metronomy is een Britse elektronische en Indietronicagroep, opgericht in 1999. De band bestaat uit Joseph Mount (zang, keyboard en gitaar), Oscar Cash (saxofoon, achtergrondzang, gitaar en keyboard), Anna Prior (drum en zang) en Olugbenga Adelekan (basgitaar en zang).
In 2024 maken ze samen met Purple Disco Machine het nummer W.T.P. .

## Discografie
- Pip Paine (2006)
- Nights Out (2008)
- Heartbreaker Vs. Holiday (2008, ep)
- The English Riviera (2011)
- Green Room EP (2012, ep)
- Love Letters (2014)
- Summer 08 (2016)
- Metronomy Forever (2019)